# Ian Maclaren
Ian Maclaren, pseudónimo del reverendo John Watson (3 de noviembre de 1850-6 de mayo de 1907), fue un teólogo y escritor británico.
Con alguna variación que no afecta al fondo, se le atribuye el siguiente adagio:
"Todo aquel que has conocido está librando una batalla de la que nada sabes. Sé amable. Siempre".
Era hijo de John Watson, un funcionario. Nació en Manningtree, Essex, y se educó en Stirling y en la Universidad de Edimburgo, estudiando más tarde Teología en el New College de Edimburgo, y en Tubinga.
En 1874 entró en el ministerio de la Iglesia Libre de Escocia y llegó a ser ministro ayudante de la iglesia de Barclay de Edimburgo. Posteriormente fue ministro en Logiealmond en Perthshire y en Glasgow, y en 1880 fue nombrado ministro de la iglesia de Sefton Park Presbyterian, en Liverpool, puesto del cual se retiró en 1905.
En 1896 fue el conferenciante de Lyman Beecher en la Universidad de Yale, y en 1900 el asesor del el sínodo de la Iglesia Inglesa Presbitariana. Viajando por los Estados Unidos, murió en Mount Pleasant, Iowa.
Los primeros bosquejos sobre la vida rural escocesa de Maclaren, Beside the Bonnie Briar Brus (1894), alcanzaron una extraordinaria popularidad y fueron seguidos de otros libros exitosos, The Days of auld Lang Syne (1895), Kate Carnegie and those Ministers (1896), y Afterwards and other Stories (1898). Bajo su propio nombre, Watson publicó varios volúmenes de sermones, entre ellos The Upper Room (1895), The Mind of the Master (1896) y The Potter's Wheel (1897).